# Trần Nhân Tông
Trần Nhân Tông (Chữ Hán: 陳仁宗, 7. Dezember 1258 in der Zitadelle Thăng Long, Đại Việt; † 16. Dezember 1308 in Ngọa Vân, Berg Yên Tử), Geburtsnamen Trần Khâm (陳昑), Trần Nhật Tuấn oder Trần Nhật Tôn (陳日燇), war der dritte Kaiser der Trần-Dynastie. Er regierte Đại Việt von 1278 bis 1293. Nachdem Nhân Tông um 1293 den Thron an seinen Sohn Trần Anh Tông abgetreten hatte, war er von 1294 bis zu seinem Tod im Jahr 1308 emeritierter Kaiser (vietnamesisch: Thái thượng hoàng).
Er war der älteste Sohn des Kaisers Trần Thánh Tông (zweiter Kaiser der Trần-Dynastie) und der älteste Enkel des Kaisers Trần Thái Tông (erster Kaiser der Trần-Dynastie und Gründer der Trần-Dynastie). Im November 1278 wurde Nhân Tông gekrönt, als er noch nicht einmal 20 Jahre alt war. Aufgrund der Bedrohung durch die mongolische Yuan-Dynastie ergriff Trần Nhân Tông nach seiner Thronbesteigung Maßnahmen zur Verbesserung der wirtschaftlichen, politischen und sozialen Situation von Đại Việt. Gleichzeitig stärkte er die Beziehungen mit Champa. Im Jahr 1285 mobilisierte der Yuan-Kaiser Kublai Khan eine große Streitmacht von 500.000 Soldaten, um in Đại Việt einzumarschieren. Die Streitkräfte von Đại Việt erlitten am Anfang viele Verluste, aber unter dem Kommando von Kaiser Trần Nhân Tông, emeritierter Kaiser Trần Thánh Tông und General Trần Hưng Đạo drehten die Vietnamesen die Situation zu ihren Gunsten um. Danach führten die beiden Trần-Kaiser und Trần Hưng Đạo das vietnamesische Volk bei der erfolgreichen Abwehr der dritten Mongoleninvasion von Vietnam in den Jahren 1287 und 1288.
Nach den Mongoleninvasionen begründete Trần Nhân Tông eine Periode des Friedens und des Wohlstands. Er implementierte eine Außenpolitik, die flexibel gegenüber der Yuan-Dynastie war. Im Jahr 1293 übergab er den Thron an Kronprinz Trần Thuyên (Trần Anh Tông) und wurde emeritierter Kaiser. Danach verließ Nhân Tông seine Residenz, um Buddhismus unter dem Titel Trúc Lâm Đại Sĩ (Chữ Hán: 竹林大士) zu praktizieren. Trotzdem beteiligte er sich weiterhin an den Regierungsgeschäften und führte persönlich eine Kampagne gegen Ai Lao (das heutige Laos). Kaiser Trần Nhân Tông war auch der Gründer von Trúc Lâm, einer buddhistischen Zen-Sekte mit starker vietnamesischer kultureller Identität.

## Kindheit und Jugend
Trần Nhân Tông wurde am 11. November 1258 als Trần Khâm geboren. Er war der älteste Sohn des Kaisers Trần Thánh Tông, der den Thron acht Monate zuvor von Trần Thái Tông übernommen hatte, und Kaiserin Thiên Cảm (Trần Thị Thiều). Es wurde gesagt, dass der neugeborene Trần Khâm so hübsch aussah, dass er von seinem Großvater Trần Thái Tông und seinem Vater Trần Thánh Tông als „Schüler des himmlischen Kim Tiên“ (viet. Kim Tiên đồng tử) genannt wurde. Historischen Dokumenten zufolge soll sich auf Trần Khâms linker Schulter ein schwarzes Muttermal in der Größe einer Bohne befunden haben. Wahrsager sagten voraus, dass der Prinz in Zukunft Großes leisten würde.
Prinz Trần Khâm wurde im Dezember 1274 zum Kronprinzen der Trần-Dynastie ernannt. Er hatte einen jüngeren Bruder, Prinz Tá Thiên (auch bekannt als Trần Đức Việp), der 1265 geboren wurde, und eine ältere Schwester, Prinzessin Thiên Thụy, die am selben Tag wie ihr Bruder Nhân Tông starb. Trần Thánh Tông, der sich stets um den Bildungsstand seines Sohnes sorgte, ernannte im Jahr 1274 den prominenten Mandarin und General Lê Phụ Trần zum Lehrer des Kronprinzen mit zwei berühmten Gelehrten, Nguyễn Sĩ Cố und Nguyễn Thánh Huấn, als Assistenten. Kaiser Thánh Tông selbst verfasste Gedichte und ein literarisches Werk namens Di hậu lục, um Prinz Trần Khâm zu erziehen.
Obwohl Trần Khâm Kronprinz war und eine glückliche Ehe hatte, wollte er Bhikkhu werden. Er bat mehrmals darum, den Thron an seinen jüngeren Bruder, Prinz Tá Thiên (Trần Đức Việp), abzutreten, aber sein Vater stimmte nicht zu. Eines Tages verließ Trần Khâm den kaiserlichen Palast, um auf dem Berg Yên Tử für eine späte nächtliche Einsiedelei zu gehen. Als er an der Tháp-Pagode auf dem Berg Đông Cứu ankam, ruhte er im Turm innerhalb der Pagodenanlage aus. Der Mönch in dieser Pagode erkannte Trần Khâms außergewöhnliches Aussehen und lud ihn zum Abendessen ein. Nachdem Trần Khâms Eltern diese Nachricht hörten, schickten sie Truppen, um ihn zu finden und ihn aufzufordern, in die kaiserliche Hauptstadt zurückzukehren. Trần Khâm nahm daraufhin widerwillig den Thron als Kronprinz an.

## Herrschaft
Am 8. November 1278 beschloss Trần Thánh Tông, den Thron an den Kronprinzen Trần Khâm abzutreten und wurde emeritierter Kaiser. Nach der Krönung begründete Trần Khâm die Regierungsdevise Thiệu Bảo (Chữ Hán: 紹寶, 1278–1285) unter dem Tempelnamen Nhân Tông.

### Erste Jahre
Im Jahr 1279 errang die Yuan-Dynastie in der Schlacht von Yamen einen entscheidenden Sieg über die Song-Dynastie. Dieses Ereignis markierte das Ende der Song-Dynastie und die totale Kontrolle Kublai Khans über China. Daraufhin begann Kublai Khan mit seiner Eroberung der südlichen Länder wie Đại Việt und Champa. Thánh Tông und Nhân Tông waren sich der Situation bewusst und begannen, das Land auf den Krieg vorzubereiten, während sie versuchten, eine flexible Außenpolitik gegenüber der Yuan-Dynastie zu verfolgen. Prinz Chiêu Văn (bekannt als Trần Nhật Duật) wurde ernannt, um den von Trịnh Giác Mật angeführten Unruhen in Đà Giang zu befrieden. Nhật Duật versuchte durch Diplomatie, das Land vor dem Krieg stabil zu halten. Dank seiner Kenntnisse der Sprache und Kultur einer Minderheit konnte Nhật Duật seine Aufgabe im Jahr 1278 erfolgreich erfüllen. Đại Việt konnte nun auf die Bedrohung aus dem Norden fokussieren.
Im Oktober 1282 versammelten der Altkaiser Trần Thánh Tông und Kaiser Trần Nhân Tông alle Mitglieder der königlichen Familie und Beamte des königlichen Hofes in Bình Than, um über die Kriegsvorbereitungen zu besprechen. Zu diesem Treffen wurden prominente Generäle der Streitkräfte von Đại Việt gerufen. Trần Khánh Dư, ehemaliger General, dem jedoch alle Titel entzogen worden waren, wurde von seinen Schulden freigesprochen und wieder in die Streitkräfte eingestellt. Um 1283 wurde Trần Quốc Tuấn zum Oberbefehlshaber (vietnamesisch: Quốc công tiết chế) der Armee ernannt, während der Altkaiser und der Kaiser begannen, mit ihren Generälen und Truppen Militärübungen abzuhalten.

### Mongoleninvasionen

#### Zweite Mongoleninvasion in Đại Việt
Im Dezember 1284 begann die zweite Mongoleninvasion in Đại Việt unter dem Kommando von Kublai Khans Sohn, Prinz Toghon. Toghon führte die Infanterie an und drang von Norden aus ein, während die Marine der Yuan-Mongolen unter General Sogetu von der Südgrenze Đại Việts durch Champa vorrückte. Zu Beginn des Krieges mussten Altkaiser Trần Thánh Tông und Kaiser Trần Nhân Tông zurückziehen, als Prinz Chiêu Minh (Trần Quang Khải), der die Truppen befehligte, versuchte, Sogetus Flotte in der Provinz Nghệ An aufzuhalten.
Während dieser Phase liefen mehrere hochrangige Beamte und Mitglieder der Trần-Dynastie zu den Yuan über, darunter Thánh Tôngs eigener Bruder, Prinz Chiêu Quốc (Trần Ích Tắc) und Trần Kiện, der Sohn von Prinz Tĩnh Quốc (Trần Quốc Khang).
Zur Sicherheit des Rückzugs von Altkaiser Thánh Tông und Kaiser Nhân Tông wurde Prinzessin An Tư als Gemahlin für Prinz Toghon angeboten, während Markgraf Bảo Nghĩa (Trần Bình Trọng) gefangen genommen und später in der Schlacht von Đà Mạc getötet wurde, als er die beiden Kaiser verteidigte. An der südlichen Grenze musste sich Quang Khải unter dem Druck von Sogetus Marine und dem Überlaufen des Gouverneurs von Nghệ An zu den Yuan-Mongolen zurückziehen.
Die Situation wendete sich zu Gunsten von Đại Việt, als Đại Việt-Truppen unter dem Kommando von Trần Nhật Duật, Trần Quốc Toản und Nguyễn Khoái schließlich Sogetus Flotte in der Schlacht von Hàm Tử im April 1285 besiegen konnten. Am 10. Mai 1285 besiegte Trần Quang Khải in der entscheidenden Schlacht von Chương Dương Sogetus Marine, wobei Sogetu ums Leben kam. Zehn Tage nach Sogetus Tod kehrten die beiden Trần-Kaiser am 6. Juni 1285 in die Hauptstadt Thăng Long zurück.

## Rezeption
Trần Nhân Tông wird von vietnamesischen Historikern als weiser Kaiser angesehen, der am Ende des 13. Jahrhunderts viele Beiträge zur nachhaltigen Entwicklung von Đại Việt sowie zum Schutz der Unabhängigkeit und zur Entwicklung des Landes leistete. Aufgrund seiner Verdienste wurde er vom Ministerium für Kultur, Sport und Tourismus (viet. Bộ Văn hóa, Thể thao và Du lịch) als einer der 14 Nationalhelden Vietnams aufgeführt.

### Vietnamesisch
- Ngô Sĩ Liên: Đại Việt sử ký toàn thư. Hrsg.: Nội các quan bản. Nhà Xuất bản Khoa học Xã hội, Hanoi 1993 (vietnamesisch).
- Trần Trọng Kim: Việt Nam sử lược. Center for School Materials, Ho-Chi-Minh-Stadt 1971 (vietnamesisch).

### Englisch und weitere Sprachen
- Oscar Chapuis: A history of Vietnam: from Hong Bang to Tu Duc. Greenwood Publishing Group, 1995, ISBN 0-313-29622-7 (englisch).